# كرة القدم في غينيا
كرة القدم هي الرياضة الأكثر شعبية في غينيا. يديرها الاتحاد الغيني لكرة القدم. تأسس عام 1960 وهو تابع للفيفا منذ عام 1962 وعضو في الاتحاد الأفريقي لكرة القدم منذ عام 1963.
يلعب المنتخب الغيني لكرة القدم، الملقب بالفيلة الوطنية، كرة القدم الدولية منذ عام 1962. كان خصمهم الأول هو ألمانيا الشرقية. لم يصلوا بعد إلى نهائيات كأس العالم، لكنهم حلوا وصيف للمغرب في كأس الأمم الأفريقية 1976.
البطولة الوطنية الغينية هي الدرجة الأولى لكرة القدم الغينية. منذ تأسيسها في عام 1965، سيطرت ثلاثة فرق على الفوز بالبطولة. يتصدر نادي هورويا برصيد 16 لقباً. يأتي هافيا كوناكري في المركز الثاني حيث سيطر على 15 لقباً في الستينيات والسبعينيات، لكن آخرها جاء في عام 1985. والثالث برصيد 13 لقباً هو كالوم ستار. تتمركز الفرق الثلاثة في العاصمة كوناكري. لا يوجد فريق آخر لديه أكثر من خمسة ألقاب.
كانت السبعينيات عقدًا ذهبيًا لكرة القدم الغينية. فاز نادي هافيا بالكأس الإفريقية للأندية الأبطال ثلاث مرات، أعوام 1972 و 1975 و 1977، بينما فاز هوريا بكأس الكؤوس الأفريقية 1978.

## الملاعب
ملعب لانسانا كونتي، الملعب الرئيسي للمنتخب الوطني، تم افتتاحه في عام 2011 وتبلغ سعته 50 ألف متفرج. ملعب 28 سبتمبر، الذي تم تشييده في عام 1962، يتسع لـ 25000 مقعد. يقع كلا الملعبين في كوناكري. يقع ملعب سيفولاي ديالو الإقليمي في ابي، ويمكنه استيعاب 5000 متفرج.